# Fundación Parques y Jardines
La Fundación Parques y Jardines (PFJ) es un órgano del gobierno municipal de la ciudad de Río de Janeiro, Brasil. Es la encargada del planeamiento y construcción de parques, plazas y áreas de esparcimiento de la ciudad así como de la arborización del municipio.